# Судет
«Судет» (рус. Волки) — финский футбольный клуб из города Коувола. Клуб был сформирован в 1912 году и первоначально базировался в Выборге, затем в Хельсинки, перед окончательным переездом в Коуволу. «Судет» играет в настоящий момент в «Колмонен» (4 дивизион).
- Домашний стадион — «Keskusurheilukenttä».
- Президент — Веса Вайнио.

## История
Первоначально клуб был основан 13 декабря 1912 года в Выборге (Российская империя) под именем Wiipurin Bandy & Jalkapalloseura (WB & JS). Имя сменилось в 1924 году на «Wiipurin Sudet». В результате Советско-финской войны, с переходом Выборга в состав СССР, клуб переехал в Хельсинки. В 1950 году название приняло нынешнюю форму — «Судет». С 1962 года клуб базируется в Коуволе.
В ранние десятилетия своего существования клуб достиг больших успехов в бенди, выиграв первый финский чемпионат в 1914 году. Клуб выигрывал 6 подряд чемпионатов и всего имеет 14 чемпионских титулов в бенди.
Клуб также достиг большого прогресса в футболе, доходя до полуфиналов финского чемпионата в 1924, 1925, 1928 и 1929 годах. Они получили путёвку в новую Mestaruussarja (высшую лигу) по итогам сезона 1930 года.
В общей сложности клуб провёл 15 сезонов на высшем уровне в годах 1931-38, 1940/41-46/47, 1948 и 1951. 28 июля 1940 года клуб выиграл единственный финский чемпионат в своей истории, победив в финале TPS из Турку со счётом 2-0. В сезоне 1940 года из-за невозможности проведения чемпионата в формате лиги, соревнование прошло в кубковом формате.
«Судет» провёл 18 сезонов в «финской лиге» (второй дивизион) 1939, 1947/48, 1949-50, 1952-61 и 1963-66.